# Article 57 de la Constitution de la Cinquième République française
Article 56 Article 58
L'article 57 de la Constitution de la Cinquième République française édicte le régime du cumul de mandats et de l'incompatibilité de fonction des membres du conseil constitutionnel.

## Texte
« Les fonctions de membre du Conseil Constitutionnel sont incompatibles avec celles de ministre ou de membre du Parlement. Les autres incompatibilités sont fixées par une loi organique. »
— Article 57 de la Constitution du 4 octobre 1958

## Contenu
Cet article précise le statut des membres qui ne peuvent être juges et parties. Il est lié à la prestation de serment des membres qui prône l'impartialité des juges, le devoir de réserve et prohibe tout conflit d'intérêts. Le décret n° 59-1292 du 13 novembre 1959 sur les obligations des membres du Conseil constitutionnel réaffirme plusieurs dispositions en ce sens.
L'article 57 n'a jamais été modifié depuis la promulgation de la constitution en 1958. En revanche, la loi organique à laquelle il renvoie — article 4 de l'ordonnance n° 58-1067 du 7 novembre 1958 portant loi organique sur le Conseil constitutionnel — fut retouchée à plusieurs reprises.
Dans sa version initiale, l'article 4 de l'ordonnance précise qu'être membre du conseil constitutionnel n'est pas possible si on fait partie du Gouvernement, du Parlement ou du Conseil économique et social. En 1995, l'incompatibilité est renforcée avec l'interdiction de cumul de « tout mandat électoral » et les incompatibilités professionnelles sont les mêmes que celle des parlementaires. Ce durcissement est conforme à l'avis du comité Vedel pour la révision de la constitution, qui constate les pouvoirs juridiques renforcés du Conseil constitutionnel et que la loi organique était alors insuffisante.
En 2011, le nouvellement créé Défenseur des droits est rajouté à la liste des fonctions non cumulables. En 2013, dans le cadre des lois relatives à la transparence de la vie publique, les juges ne peuvent plus exercer une fonction professionnelle ou salariée. Les travaux scientifiques, littéraires ou artistiques restent autorisés,.

### Tentatives de modification
Plusieurs modifications furent proposées, telle l'incompatibilité au moins dix ans après la fin d'un mandat ministériel ou électoral ou une possibilité de cumul avec un mandat local (maire, maire-adjoint, dirigeants d'intercommunalité) selon la population.

## Problèmes d'application
Il y eut plusieurs cas où le cumul des fonctions suscita des remous face au vide juridique et à l'interprétation du droit constitutionnel.
Lors de l'élection législative partielle de 1984 et de l'élection législative de 1993, des requêtes voulaient annuler les élections de Valéry Giscard d'Estaing, député du Puy-de-Dôme, au motif de l'incompatibilité de la charge, étant membre de droit du conseil constitutionnel en tant qu'ancien président de la République. Les requêtes sont rejetées au motif que l'incompatibilité des fonctions n'édicte pas l'inéligibilité ou l'annulation d'une élection. Un président de la République a donc le droit de se représenter à une élection, quand bien même il est membre de droit du Conseil constitutionnel, bien qu'en tant que parlementaire, il ne peut siéger au Conseil.
En 2016, Laurent Fabius est nommé président du conseil constitutionnel mais souhaita conserver la présidence de la COP 21. Plusieurs politiques et juristes sont divisés sur la possibilité du cumul. En réaction, Fabius renonce à la tête de la COP,.